# Carpe Diem (álbum de Heavenly)
Carpe Diem es el quinto álbum de estudio de la banda francesa de power metal Heavenly y fue lanzado al mercado en 2009.

## Descripción y contenido
Este disco se publicó a finales de 2009 por AFM Records en Europa, Marquee Inc./Avalon en Japón y por Evolution Music en Corea del Sur.   Fue producido por Heavenly y Phillip Colodetti.  El vocalista y guitarrista Oliver Hartmann participó en la grabación del tema «Save Our Souls».
Las ediciones japonesa y surcoreana de Carpe Diem numeran una canción extra llamada «Playtime».

## Listado de canciones
Todos los temas fueron compuestos por Benjamin Sotto, a excepción de donde se indique lo contrario.

| Edición original |                                 |                      |                        |          |  |
| N.º              | Título                          | Escritor(es)         | Traducción al español  | Duración |  |
| 1.               | «Carpe Diem»                    |                      | «Toma el día»          | 4:50     |  |
| 2.               | «Lost in Your Eyes»             |                      | «Perdido en tus ojos»  | 3:48     |  |
| 3.               | «Farewell»                      |                      | «Despedida»            | 5:02     |  |
| 4.               | «Fullmoon»                      |                      | «Luna llena»           | 4:57     |  |
| 5.               | «A Better Me»                   |                      | «Un mejor yo»          | 6:07     |  |
| 6.               | «Ashen Paradise»                |                      | «Paraíso ceniciento»   | 5:25     |  |
| 7.               | «The Face of the Truth»         |                      | «La cara de la verdad» | 5:54     |  |
| 8.               | «Ode to Joy» (versión adaptada) | Ludwig van Beethoven | «Himno a la alegría»   | 4:52     |  |
| 9.               | «Save Our Souls»                |                      | «Salva nuestras almas» | 4:20     |  |
| 45:15            |                                 |                      |                        |          |  |

| Versiones japonesa y surcoreana |            |              |                       |          |  |
| N.º                             | Título     | Escritor(es) | Traducción al español | Duración |  |
| 10.                             | «Playtime» |              | «Recreo»              | 3:17     |  |
| 48:32                           |            |              |                       |          |  |

## Créditos

### Heavenly
- Benjamin Sotto — voz.
- Charley Corbiaux — guitarra.
- Olivier Lapauze — guitarra.
- Matthieu Plana — bajo.
- Thomas Das Neves — batería.

### Músicos adicionales
- Oliver Hartmann — voz (en la canción «Save Our Souls»).
- Geraldine Gadaut — coros.
- Nicolas Marco — piano, teclados y orquestación.

### Personal de producción
- Heavenly — productor.
- Phillip Colodetti — productor, masterización y mezcla.
- Ricardo Nagata — masterización y mezcla.
- Dodge Gores — arte de portada.
- Cedric Ricci — diseño gráfico, logotipo y fotografía.